# Jason Oost
Jason Oost (ur. 10 października 1982 w Hadze) – holenderski piłkarz grający w klubie KVSK United na pozycji napastnika.
Wychowanek młodzieżowej drużyny Feyenoordu. Później grał w RKC Waalwijk i Sparcie Rotterdam, skąd przeszedł do swojego obecnego klubu. Jego debiut w seniorskim klubie miał miejsce 18 sierpnia 2002 w meczu RKC Waalwijk-De Graafschap, wygranym przez gospodarzy 4:2. Wszedł wtedy na 56 minut zmieniając Željko Petrovicia . Od 2008 roku gra w klubie De Graafschap.

## Kariera
| Sezon   | Klub             | Liga                 | Występy | Gole |
| ------- | ---------------- | -------------------- | ------- | ---- |
| 2002/03 | RKC Waalwijk     | Eredivisie           | 30      | 3    |
| 2003/04 | RKC Waalwijk     | Eredivisie           | 26      | 2    |
| 2004/05 | RKC Waalwijk     | Eredivisie           | 28      | 7    |
| 2005/06 | Sparta Rotterdam | Eredivisie           | 30      | 8    |
| 2006/07 | Sparta Rotterdam | Eredivisie           | 28      | 0    |
| 2007/08 | VVV Venlo        | Eredivisie           | 8       | 0    |
| 2008/09 | de Graafschap    | Eredivisie           | 30      | 5    |
|         |                  | Łącznie w Eredivisie | 180     | 25   |